# 여의도 서울아파트
여의도 서울아파트는 대한민국 서울특별시 영등포구 여의도동에 위치한 아파트 단지이다. 1976년 9월에 완공되었으며 총 192세대, 총 2개동 및 12층으로 구성된다.

## 역사
1976년 9월에 완공되어 입주한 상태다. 1999년에 재개발 디자인인 63층 트윈타워는 VRRC에서 설계하였고 AGROUP에서 68층 빌딩을 설계하였다.
2005년에 현대산업개발이 디자인을 만들었고 롯데건설이 롯데캐슬 트리포리움 디자인을 만들었다. 2006년에 77층 재건축 계획이 있고 같은 해 8월에 무산되었다.
2007년 시아플랜에서 어뜨와 드 서울(77층, 273m)을 설계하였고 2012년에 대우건설이 여의도 푸르지오 조감도를 만들었고 이후 최근 여의공영에서 76층 디자인을 만들었고 이후 재추진 예정이다.
2017년 11월 23일 77층짜리 여의도 서울아파트 재추진 재시동이 있는데 77층이 완공되면 여의도에서 가장 높은 아파트가 될 것의 예상이 보인다.